# Agăș
Agăș (wymowaⓘ) – wieś w Rumunii, w okręgu Bacău, w gminie Agăș. W 2011 roku liczyła 1160 mieszkańców.